# 1978 en science-fiction
| Années de la science-fiction : 1975 - 1976 - 1977 - 1978 - 1979 - 1980 - 1981    |
| Décennies de la science-fiction : 1940 - 1950 - 1960 - 1970 - 1980 - 1990 - 2000 |

L'année 1978 a été marquée, en matière de science-fiction, par les événements suivants.

## Naissances et décès

### Naissances
- 6 mars : Daniel H. Wilson, écrivain américain.
- 19 avril : Aleksi Briclot, illustrateur français.

### Décès
- 28 février : Eric Frank Russell, écrivain britannique, mort à 73 ans.
- 18 mars : Leigh Brackett, écrivaine américaine, morte à 62 ans.

## Événements
- Création et lancement du magazine Omni.
- Création du Graoully d'or.

## Prix

### Prix Hugo
- Roman : La Grande Porte (Gateway) par Frederik Pohl
- Roman court : La Danse des étoiles (Stardance) par Spider Robinson et Jeanne Robinson
- Nouvelle longue : Les Yeux d'ambre (Eyes of Amber) par Joan D. Vinge
- Nouvelle courte : Jeffty, cinq ans (Jeffty Is Five) par Harlan Ellison
- Film ou série : Star Wars, épisode IV : Un nouvel espoir, réalisé par George Lucas
- Éditeur professionnel : George H. Scithers
- Artiste professionnel : Rick Sternbach
- Magazine amateur : Locus, dirigé par Charles N. Brown et Dena Brown
- Écrivain amateur : Richard E. Geis
- Artiste amateur : Phil Foglio
- Prix Campbell : Orson Scott Card
- Prix Gandalf (grand maître) : Poul Anderson
- Prix Gandalf (livre de fantasy) : Le Silmarillion (The Silmarillion) de J. R. R. Tolkien (édité par Christopher Tolkien)

### Prix Nebula
- Roman : Le Serpent du rêve (Dreamsnake) par Vonda McIntyre
- Roman court : Les Yeux de la nuit (The Persistence of Vision) par John Varley
- Nouvelle longue : A Glow of Candles, a Unicorn's Eye par Charles L. Grant
- Nouvelle courte : Chant de pierre (Stone) par Edward Bryant

### Prix Locus
- Roman de science-fiction : La Grande Porte (Gateway) par Frederik Pohl
- Roman de fantasy : Le Silmarillion (The Silmarillion) par J. R. R. Tolkien
- Roman court : La Danse des étoiles (Stardance) par Spider Robinson et Jeanne Robinson
- Nouvelle : Jeffty, cinq ans (Jeffty Is Five) par Harlan Ellison
- Magazine : The Magazine of Fantasy & Science Fiction
- Maison d'édition : Ballantine Books / Del Rey Books

### Prix British Science Fiction
- Roman : Substance Mort (A Scanner Darkly) par Philip K. Dick
- Recueil de nouvelles : Deathbird Stories par Harlan Ellison

### Prix E. E. Smith Memorial
- Lauréat : Spider Robinson

### Prix Seiun
- Roman japonais : Chikyū seishin bunseki kiroku / Eld Analusis par Masaki Yamada

### Prix Apollo
- La Ruche d'Hellstrom (Hellstrom's Hive) par Frank Herbert

### Grand prix de l'Imaginaire
- Roman francophone : Delirium circus par Pierre Pelot
- Nouvelle francophone : Petite mort, petite amie par Yves Frémion

### Graoully d'or
- Roman français : Transit par Pierre Pelot
- Roman étranger : Triton (Triton) par Samuel R. Delany

## Parutions littéraires

### Romans
Par ordre alphabétique du nom de l'auteur.
- L'Idiot-roi par Scott Baker.
- Dans l'océan de la nuit par Gregory Benford.
- Reine des orages par Marion Zimmer Bradley.
- 1985 par Anthony Burgess.
- Les Combattants de Serkos par André Caroff.
- Le Serpent du rêve par Vonda McIntyre.
- Gloriana ou la Reine inassouvie par Michael Moorcock.
- Canyon Street par Pierre Pelot.
- Par-delà les murs du monde (en) par James Tiptree, Jr.

### Recueils de nouvelles et anthologies
Par ordre alphabétique du nom de l'auteur.
- Le Livre d'or de la science-fiction
  - Le Livre d'or de la science-fiction : Theodore Sturgeon (janvier 1978)
  - Le Livre d'or de la science-fiction : Frank Herbert (mars 1978)
  - Le Livre d'or de la science-fiction : Norman Spinrad (mai 1978)

- Robert Sheckley
  - Douces Illusions

- James Tiptree, Jr.
  - Star Songs of an Old Primate (en)

- A. E. van Vogt
  - La Dernière Forteresse
  - Pendulum

- John Varley
  - Persistance de la vision

- Autres
  - Les Meilleurs Récits de Fantastic Adventures

### Nouvelles
Par ordre alphabétique du nom de l'auteur.
- La Mouche et l'Araignée, nouvelle de Serge Brussolo.

### Bandes dessinées
Par ordre alphabétique du nom de l'auteur.
- Les Héros de l'équinoxe, album de la série Valérian et Laureline, écrit par Pierre Christin et dessiné par Jean-Claude Mézières.

## Sorties audiovisuelles

### Films
- Capricorn One par Peter Hyams.
- Ces garçons qui venaient du Brésil par Franklin Schaffner.
- Le Chat qui vient de l'espace par Norman Tokar.
- L'Invasion des profanateurs par Philip Kaufman.
- Superman par Richard Donner.

### Téléfilms
- Au temps de la guerre des étoiles par Steve Binder.
- Hulk revient par Kenneth Johnson.
- Le Prince du soleil par Osamu Tezuka.

### Séries
- Capitaine Flam.